# أرخن (غنوصية)
الأراخنة (باليونانية: ἄρχων)‏ في الغنوصية والأديان المرتبطة بها هم بُناة الكون المادي. وفي الكتابات الأرخونية والأوفيتية والشيثية وفي كتابات مخطوطات نجع حمادي، يُعد الأراخنة حكام، يرتبط كل منهم بواحد من الكواكب الكلاسيكية السبعة [الإنجليزية]، ويعملون على منع الأنفُس من مغادرة العالم المادي. يعتبر الأراخنة نظام الحكم معيبًا ما لم يعطي الفرصة للأرواح للخلاص الحقيقي. وفي المانوية، يُعد الأراخنة حكامًا لنظام داخل مملكة الظلام، ويحكمون باسم «أمير الظلام». وقد وصفهم كتاب أقنوم الأراخنة بأنهم مخنثين لهم وجوه وحوش.